# Kanton Lille-Ouest
Kanton Lille-Ouest (francouzsky Canton de Lille-Ouest) je francouzský kanton v departementu Nord v regionu Nord-Pas-de-Calais. Tvoří ho pět obcí.

## Obce kantonu
- Lambersart
- Lille (západní část)
- Marquette-lez-Lille
- Saint-André-lez-Lille
- Wambrechies